# Pandemia de COVID-19 en República Popular de Donetsk
El primer caso de la pandemia de enfermedad por coronavirus en la República Popular de Donetsk se confirmó el 31 de marzo de 2020. Hay 67 casos confirmados,  2 recuperados y un fallecido. Al ser un territorio autoproclamado independiente, el gobierno de Ucrania, que no lo reconoce, incluye las cifras de contagiados de Donetsk en su propio registro pandémico.

## Cronología

### Marzo
El 31 de marzo, el primer caso en el territorio ocupado de la República Popular de Donetsk, fue de un residente local que llega desde Moscú, Rusia.

### Abril
El 1 de abril, se confirmó el segundo caso. El paciente es hijo de la mujer en el primer caso.
El 3 de abril, se confirmó el tercer caso.
El 17 de abril, el número de infecciones confirmadas se elevó a 36.